# Течна дијета
Течна дијета је врста дијеталне исхране која се углавном састоји од течности, или меке хране  која се топи на собној температури (као што је сладолед). Течна дијета обично помаже у обезбеђивању довољне хидратације, помаже у одржавању равнотеже електролита и често се прописује људима када се дијета чврстом храном не препоручује, као што су људи који пате од гастроинтестиналних болести или оштећења, или пре или после одређених врста медицинских тестова или операције које укључују уста или дигестивни тракт.
Течна дијета се не препоручује ван болничког или медицинског надзора, јер може изазвати   нежељене ефекте укључујући умор, мучнину, вртоглавицу, губитак косе и суву кожу за које се каже да нестаје када особа настави да користи ову врсту дијете.

## Врсте течних дијета
Пацијенти који нису спремни за редовну исхрану због елективних или хитних хируршких и других медицинских процедура или који имају неправилности у гастроинтестиналној функцији, дисфагију, након преласка са продужених периода гладовања, обично се стављају на рестриктивну дијету.  Ограничења у исхрани могу бити рестриктивна и односе се на дозвољено уношење хране или течности преко уста, што се може постепено повећавати док се не постигне редовна исхрана. 

### Бистра течна дијета
Бистра течна дијета, која се понекад назива и хируршка течна дијета због своје периоперативне употребе, састоји се од исхране која садржи искључиво провидне течности (попут чаја, бујона и желатина) која у себи не садрже никакве чврсте честице. Ова дијета укључује чорбу од поврћа, бујон (осим остатка честица), бистре воћне сокове као што је филтрирани сок од јабуке или сок од белог грожђа, бистре воћне сладоледе или сладоледе, бистре желатинозне десерте и одређена газирана пића као што су ђумбир, вода, обична, газирана или са укусом, пића са укусом воћа, као што су воћни пунч или лимунада, газирана пића, укључујући тамне сокове, као што су кола и пиво из корена, чај или кафа без млека, павлаке или креме без млека, мед или шећер.
Ова дијета у начелу садржи око 500 калорија дневно, што је премало енергије за дуготрајну употребу.
| Врста оброка  | Намирнице                                                                  |
| ------------- | -------------------------------------------------------------------------- |
| Доручак       | - Чај са 10 g шећера                                                       |
| Ужина (прва)  | - Чај са 10 g шећера - Компот од јабука 50 g са 10 g шећера                |
| Ручак         | - Бистри бујон са мршавим месом-пола шоље - Чај од шипурка са 5 g шећера   |
| Ужина (друга) | - Чај од шипурка са 5 g шећера                                             |
| Вечера        | - Бистри бујон са посним месом, пола шоље компота од јабука са 20 g шећера |
| После вечере  | - Чај од шипурка са 5 g шећера                                             |

Клинички значај и индикације
Бистра течна дијета се често користи пре тестова или процедура које захтевају празан желудац или чиста црева. На пример, пре прегледа дебелог црева (који се  назива колоноскопија), пре и после одређених врста операције.
Бистра течна дијета се може препоручити за кратко време ако пацијент има одређене проблеме са варењем, као што су мучнина, повраћање или пролив (дијареја).

### Пуна течна дијета
Пуна течна дијета се састоји од бистре и непрозирне течне хране глатке конзистенције, која је иначе течна, као и од хране која се претвара у течност  на собној температури, попут сладоледа или млечних шејкова. Разликује се од бистре течне дијете коју чини само и искључиво провидна течности.
Пуна течна дијета се може користити за прелазак са бистре течне дијете након гастроинтестиналне операције или повреде. Такође може помоћи пацијентима који имају проблеме са гутањем или жвакањем, јер не захтева жвакање.
Људи који користе ову дијету могу такође узимати течне витаминске суплементе. Неким појединцима којима је речено да се придржавају пуне течне исхране су додатно дозвољене одређене компоненте механичке меке дијеталне хране, као што су процеђено месо, павлака, свежи сир, рикота, јогурт, пире од поврће или воће, итд.
Пацијент коме је прописана пуна течна дијета следи специфичну врсту исхране која захтева све течности и полутечности, али не и облике чврстог уноса. За разлику од бистре течне дијете, која укључује само течности и полутечности које нису непрозирне, пуна течна дијета је инклузивнија, јер дозвољава све врсте течности.
Клинички значај
Циљ пуне течне дијете је да промовише зарастање слузокоже дигестивног тракта, што укључује све од уста и грла до дебелог црева и ректума. Не користи се пре гастроинтестиналних процедура као што је колоноскопија , која захтева бистру течну исхрану.
Чак и са забринутошћу везаном за модификовану исхрану због лоше исхране, пуна течна дијета је историјски гледано била је вероватније него бистра течна дијета ако се допуни комерцијалним формулама које пружају већи калоријски унос за пацијенте.  Ова разлика може бити драстична, и креће се од мање од 1.000 килокалорија дневног уноса код пацијената на чистој течној дијети која није допуњена комерцијалним формулама до више од 15.000 килокалорија уноса за пацијенте на пуној течној дијети допуњеној комерцијалним формулама.
Клинички гледано ова дијета је значајна због потенцијала да пуна течна исхрана буде ефикаснија код пацијената са ограничењима у исхрани којима је потребан већи калоријски унос. Пуне течне дијете су такође потенцијално корисне за пацијенте који пате од дисфагије, јер текстура и конзистенција хране обезбеђују мањи ризик од пенетрације-аспирације.
- Примери пуне течне дијете
- Супа
- Млеко
- Сладолед
- Ђус од воћа
- Павлака
- Чај

Индикације за пуну течну дијету
У здравствена стања или стања опоравка од одређених медицинских повреда или процедура која захтевају примену пуне течне дијете спадају:
- Проблеми са гутањем ( дисфагија)
- Проблеми са жвакањем
- Тешке ране у устима или грлу
- Повреде вилице
- Проблеми са варењем (као што је гастропареза и стриктуре црева )
- Опоравак од гастроинтестиналне инфекције, повреде или болести
- Опоравак од гастроинтестиналне, стоматолошке, оралне операције или операције губитка телесне тежине

## Опште карактеристике течне дијете
У поређењу са пуном течном исхраном, бистра течна дијета има ограничења у томе што испоручује само око 600 калорија и 150 грама угљених хидрата дневно, као и неадекватне протеине, витамине и минерале. Просечној одраслој особи у развијеним земљама света потребно је између 1.600 и 3.000 калорија дневно (и између 225 и 325 грама угљених хидрата дневно) за нормално функционисање.
Насупрот томе, пуна течна дијета укључује храну која је нутритивно густа са вишим нивоима протеина и угљених хидрата. Иако многи још увек зазиру од својих оптималних нутритивних потреба, дијета је добар застој док пациједнт не буде у могућности да једете меку или чврсту храну.

## Нежељена дејства
Употреба било које модификоване дијете, укључујући пуну течну исхрану, може бити потенцијални проблем за пацијенте ако се користи дугорочно. На пример, код пацијената са орофарингеалном дисфагијом, ова врста модификоване исхране може довести до лоше исхране. 
Употреба модификованих дијета, укључујући потпуно згуснуте течне дијете код пацијената са дуготрајном негом, има корелацију са вишим нивоима уреје у крви и креатинина, као и већим стопама дехидрације током времена.
Употреба одређених врста пуне течне дијете такође може утицати на апсорпцију лека. Студије су показале да употреба потпуно згуснутих течних дијета за узимање лекова може утицати на брзину апсорпције и одлагање растварања лека. 
Коначно, пуна течна дијета може утицати на квалитет живота пацијента током времена због незадовољства пацијента укусом хранљивих материја.